# Virgil Howe
Virgil Howe, noto anche con lo pseudonimo di Sparo o The Verge (Londra, 23 settembre 1975 – 11 settembre 2017), è stato un disc jockey, musicista e produttore discografico britannico, figlio del famoso chitarrista Steve Howe.

## Biografia
Era il secondo figlio di Steve Howe, storico chitarrista del gruppo progressive rock Yes, e fratello minore del batterista jazz Dylan Howe.
Ha collaborato (come tastierista) in alcuni album solisti del padre, tra cui The Grand Scheme of Things, Elements, Spectrum e Time. Ha inoltre remixato in chiave techno 11 brani del gruppo del padre per l'album Yes Remixes, pubblicato nel 2003 e da lui stesso prodotto (con lo pseudonimo "The Verge").
Nel 2004 Howe fondò, con gli amici Kerim Gunes (basso, voce) e Nick Hirsch (chitarra, voce), la garage-alternative rock band The Dirty Feel, in cui suonava la batteria e con i quali debuttò col singolo Get Down and Love In, pubblicato quell'anno, a cui seguironoun paio di EP prima del loro primo full-length, Truth Be Told, pubblicato nel 2013. Sempre nel 2004 il trio (pur mantenendo in attività i The Dirty Feel) formò un'altra band, i The Killer Meters, con Karime Kendra (voce), Henry Broadbent (tastiere) e Stephen Wilcock (sassofono), dal sound orientato verso il jazz-funk; la band pubblicò l'album di debutto A Tribute to the Meters (album tribito ai The Meters) nel 2005, seguito nel 2009 da un album di brani originali, Breakin' Out!. L'attività di entrambe le band subì una brusca interruzione con la morte del chitarrista Nick Hirsch, avvenuta nel 2012.
Nell'ottobre 2007 Howe entrò in un'altra band, i Little Barrie, con cui pubblicò l'album King of the Waves l'8 dicembre 2010, a cui fecero seguito altri due album.
Nel 2013 divenne batterista anche degli Amorphous Androgynous, side project dei The Future Sound of London ideato da Garry Cobain. Con loro registrò la coppia di album The Cartel Vol. 1 e Vol. 2, entrambi pubblicati il 15 novembre 2013.
Parallelamente realizzò anche alcuni lavori da solista, agli inizi con lo pseudonimo "Sparo", poi con il suo vero nome.
Virgil morì improvvisamente l'11 settembre 2017 per un infarto, all'età di 41 anni. Il giorno seguente avrebbe dovuto intraprendere un nuovo tour in Regno Unito con i Little Barrie, in promozione dell'album Death Express. In segno di lutto, i Little Barrie cancellarono il tour; anche gli Yes cancellarono le ultime date del loro Yestival Tour in segno di lutto.
Il 17 novembre 2017 uscì postumo l'album Nexus, realizzato da Virgil insieme a suo padre Steve.

## Vita privata
L'11 giugno 2008 sposò la modella inglese Jen Dawson, da cui ebbe una figlia, Zuni, nata nel settembre 2012. Si separarono nel 2015. Fino al giorno della sua scomparsa, visse a Londra con la nuova compagna Mariah do Vale.

## Discografia

### Solista
Album
- 2003 – Yes Remixes (come "The Verge")
- 2005 – Worlds (come "Sparo")
- 2006 – Geniac (come "Sparo")
- 2017 – Nexus (con Steve Howe)

EP
- 2005 – Killer Mixes
- 2007 – Sparomash

Singoli
- 2004 – Bullit (come "Sparo")
- 2006 – Astroscience (feat. Foreign Beggars; come "Sparo")
- 2007 – The Falling (come "Sparo")
- 2009 – Someday
- 2010 – B-Boy Bounce (con Malcolm Catto)
- 2011 – The Claydon Break (con Mark Claydon)
- 2011 – Electronic Brain Break (con Shawn Lee)

### Con Steve Howe
- 1993 – The Grand Scheme of Things
- 2003 – Elements
- 2015 – Anthology
- 2017 – Anthology 2: Groups & Collaborations

### Con i The Dirty Feel
Album
- 2013 – Truth Be Told

EP
- 2006 – Talk in the City
- 2008 – The Dirty Feel

### Con i The Killer Meters
- 2005 – A Tribute to the Meters
- 2009 – Breakin' Out!

### Con i Little Barrie
- 2010 – King of the Waves
- 2013 – Shadow
- 2017 – Death Express

### Con gli Amorphous Androgynous
- 2013 – The Cartel Vol. 1
- 2013 – The Cartel Vol. 2
- 2014 – The Cartel Remixes

### Altre apparizioni
- Steve Howe – Spectrum (2005)
- Steve Howe – Remedy Live (2005)
- Steve Howe – Steve Howe's Remedy Live (2005)
- Pet Shop Boys – Fundamental (2006)
- Mareva Galenter – Happy Fiu (2008)
- Demis Roussos – Demis (2009)
- Steve Howe – Time (2011)